# ベイシア
株式会社ベイシア（英: Beisia Co., Ltd.）は、群馬県前橋市に本社を置き、北海道を除く東日本を中心にスーパーマーケットを展開する企業。ホームセンターのカインズ、作業服チェーンのワークマンらとともにベイシアグループの中核企業である。
社名は「Bene」（ラテン語で「良い」「善」を意味する）と「Iseya」（前身の商号）を合わせた造語である。

## 店舗概要

### 店舗の特徴
旧いせや時代からある店舗は旧来の総合スーパーとして運営しているため複層階建ての店舗が多いが、ベイシア発足後はスーパーセンターとして開業する形態が増え、ワンフロアに統一されている。
群馬県を中心に栃木県・茨城県・埼玉県・千葉県・神奈川県・東京都・山梨県・新潟県・長野県・福島県・静岡県・愛知県・岐阜県・滋賀県に店舗を展開している。食料品、衣料品、家庭用品、日用雑貨などベーシックな品揃えである。店舗の種類は以下の通り。
- ベイシアスーパーセンター
- モール店
- ベイシアショッピングセンター
- ベイシアマート
- フードセンター

なお、これまで東京都内への出店を控えていたが、2014年秋に東京第1号店が青梅市にオープンした。
2019年5月24日 神奈川県三浦市にベイシア三浦店（フードセンター）をグランドオープンし、関東全都県にベイシアが出店することになった。

### その他業種
ベイシアグループでは、業種毎に企業が独立しているが、以下の店舗形態は、株式会社ベイシア直営となっている。
- ベイシア ファッションセンター（衣料品店）
- あかちゃん王国（ベビー・マタニティ用品店）

「ベイシア電器」（いせや時代にいせやデンキとして分社）・「ベイシアスポーツクラブ」（2008年にベイシアから分社）は、ベイシアグループの別法人である。

## 歴史

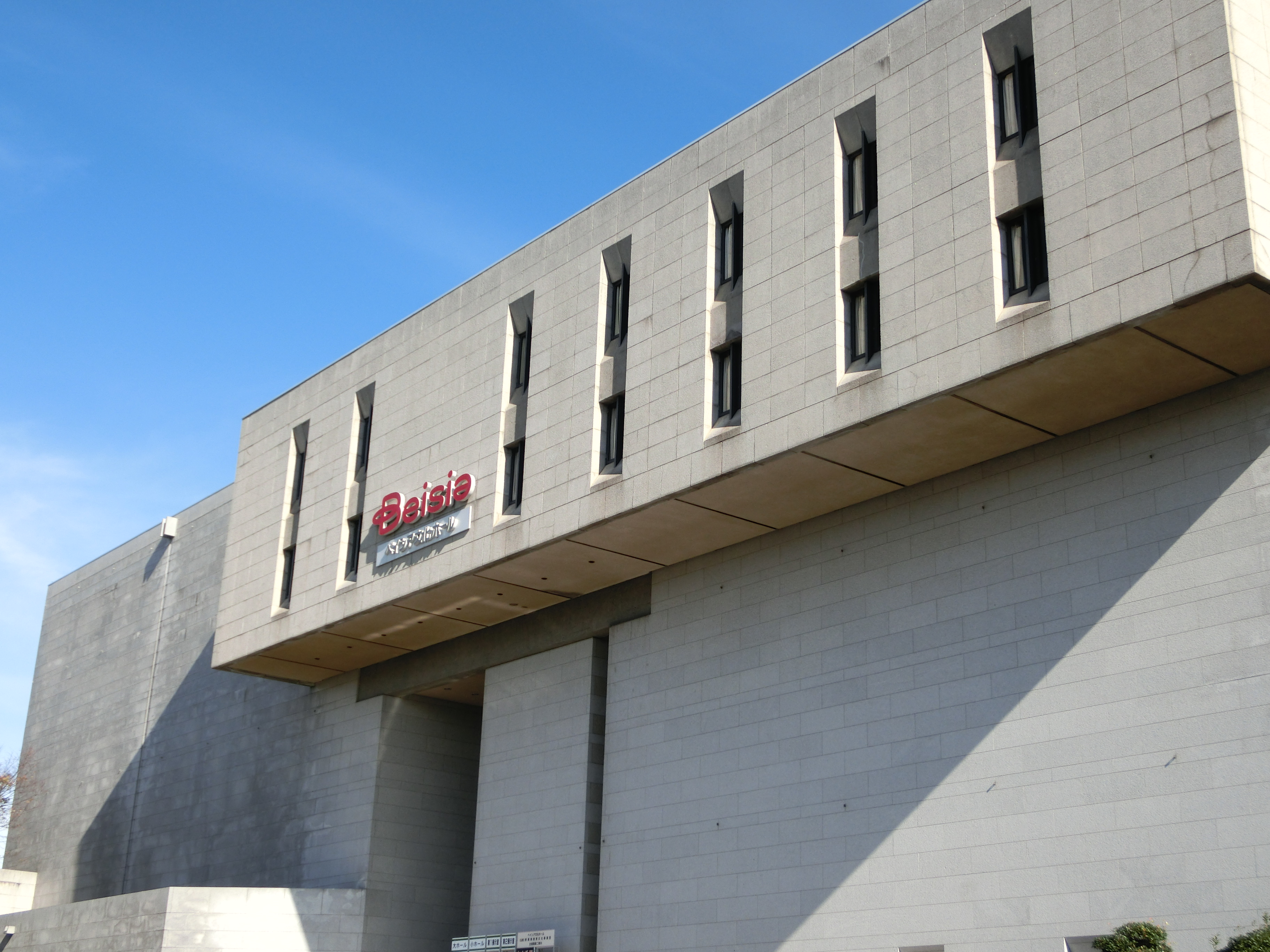
ベイシア文化ホール

- 1959年（昭和34年）6月21日 - 群馬県伊勢崎市に株式会社いせや設立。
- 1974年（昭和49年） - コンピュータを導入、システム化がスタート。
- 1984年（昭和59年） - 東京都台東区に東京情報センター開設。
- 1989年（平成元年） - ホームセンター事業を分社化し、株式会社カインズを設立。
- 1997年（平成9年）3月 - スーパーマーケット事業を分社化し、株式会社ベイシアを設立。
  - スーパーモールいせさき（西部モール店）オープン。
- 2000年（平成12年） -  スーパーセンター1号店オープン（渋川こもち店）。
  - スーパーセンター前橋モール店オープン。
- 2001年（平成13年） - 売上高1,000億円達成。
- 2002年（平成14年） - カインズホームスーパーセンター1号店内に、フードセンター前橋吉岡店オープン。
- 2003年（平成15年） 
  - フードセンター吉田店オープン（静岡県初出店）。
  - スーパーセンター新潟豊栄店オープン（新潟県初出店）。
  - スーパーセンター鴨川店オープン（千葉県初出店）。
- 2004年（平成16年）
  - ベイシアマート1号店オープン（尾島店）。
  - フードセンター蒲郡店オープン（愛知県初出店）。
- 2005年（平成17年） - 売上高2,000億円達成。
  - スーパーセンター彦根店オープン（滋賀県初出店）(関西初出店)。
- 2006年（平成18年）
  - ベイシアビジネスセンター（新本部）開設。
  - 群馬県伊勢崎市下道寺町510より本部移転。
- 2009年（平成21年）
  - 群馬県民会館のネーミングライツを5年間、5000万円で取得。呼称を『ベイシア文化ホール』とする。
  - スーパーセンター関店オープン（岐阜県初出店）。
- 2010年（平成22年）
  - 店舗数100店目となるスーパーセンター古河総和店がオープン。
  - スーパーセンター山梨店オープン（山梨県初出店）。
- 2011年（平成23年）3月11日 - 東日本大震災により東北・関東の一部店舗が被災し、そのうち真岡店と下館店（茨城県）が閉店。
- 2014年（平成26年）9月18日 - スーパーセンター青梅インター店オープン（東京都初出店）。
- 2019年（令和元年）5月24日 - フードセンター三浦店オープン（神奈川県初出店）。これにより関東全都県に出店。
- 2022年（令和4年） 1月 - ベイシアネットスーパーを開設[3][4]。
- 2023年（令和5年）10月中旬 - 初の都市型店舗となるBeisia Foods Park津田沼店を千葉県船橋市のViit（旧津田沼パルコB館）に出店[5]。
- 2024年（令和6年）
  - 2月28日 - ベイシアマート伊勢崎ひろせ店を改装して新業態店舗であるオトナリマート伊勢崎ひろせ店をオープン[6]。
  - 7月23日 - 楽天ペイメントと提携して、楽天ポイントカードを導入[7]。

## 歴代社長
- 土屋嘉雄：1996年 - 2006年
- 高山正雄：2006年 - 2011年
- 赤石好弘：2011年 - 2016年
- 橋本浩英：2016年 - 2022年
- 相木孝仁：2022年 - 現職

## 店舗

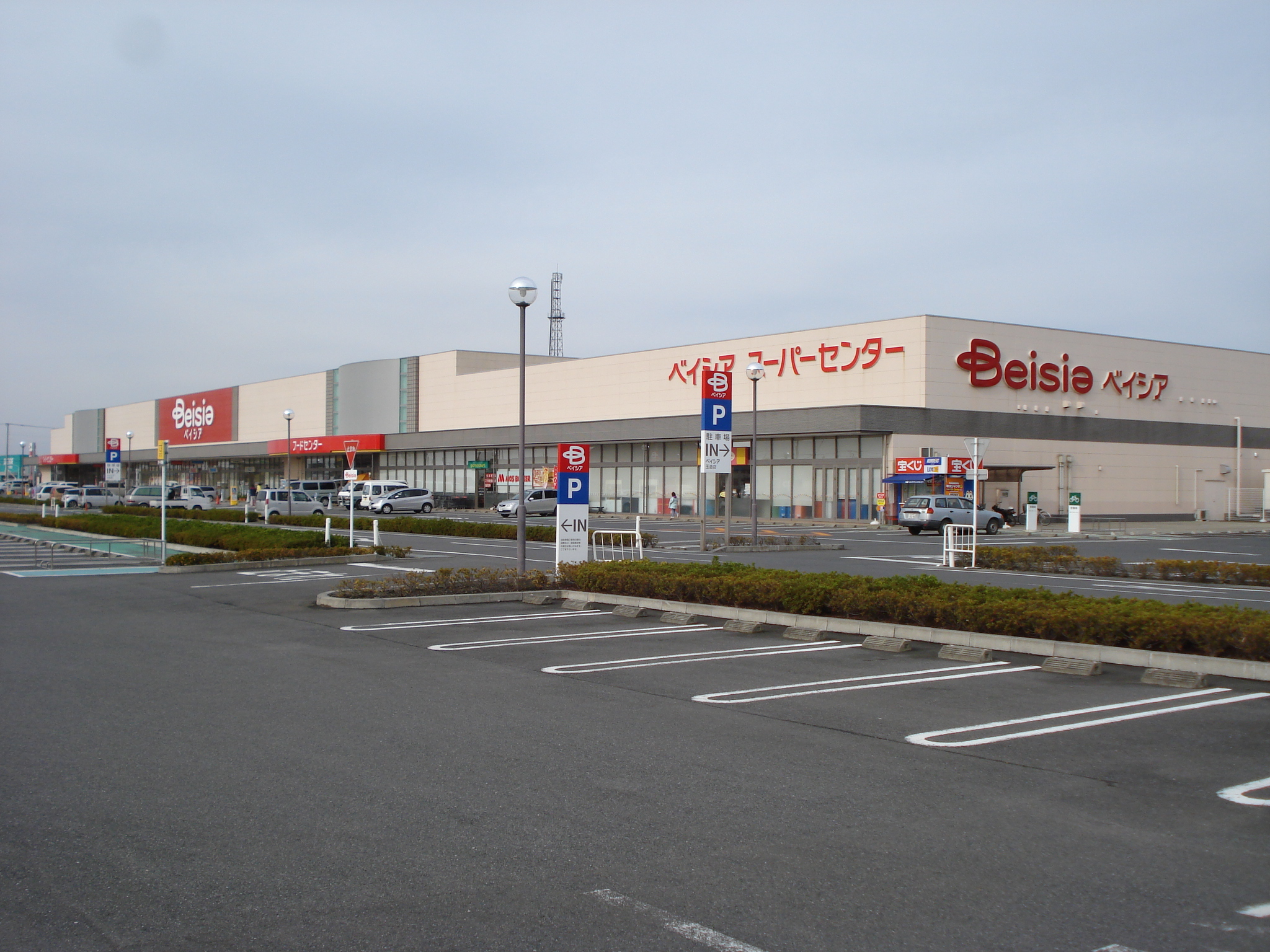
ベイシア スーパーセンター玉造店（茨城県行方市）

### 現在営業中の店舗
関東地方と甲信越地方、福島県・岐阜県・静岡県・愛知県・滋賀県に出店。

### 過去に存在した店舗

#### 群馬県
- いせや伊勢崎店（伊勢崎市本町11-3[8]、1959年（昭和34年）6月21日開店[8] - ?閉店）
  - 売場面積2,550m2[8]
  - IS伊勢崎店へ移転後は第一駐車場となった。

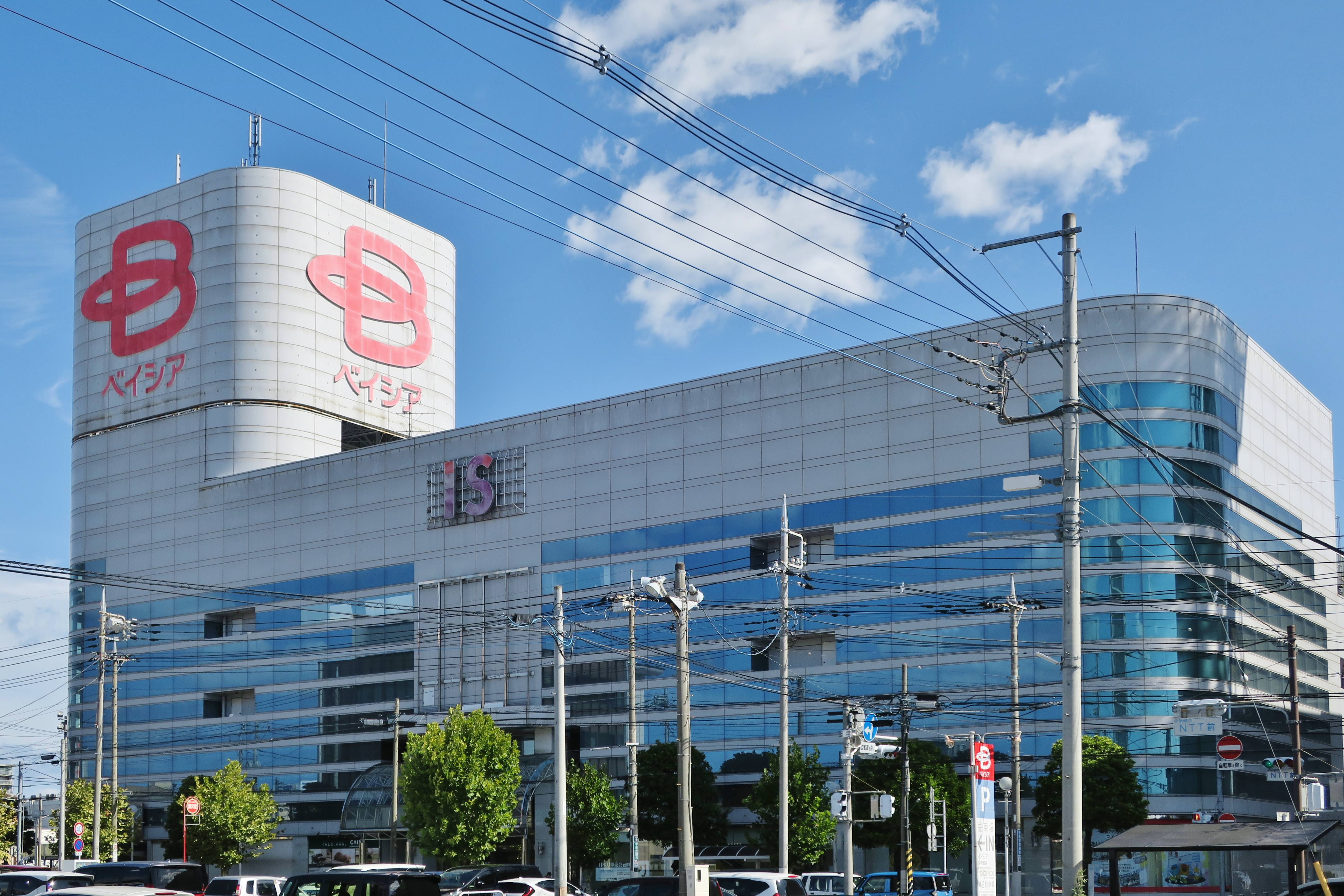
ベイシア IS(イズ)伊勢崎店

- ベイシアIS伊勢崎店(伊勢崎市中央町19-1[9][10]、1989年（平成元年）4月26日開店[11] - 2023年（令和5年）10月29日閉店[12])
  - 地上4階建てで敷地面積6,285m2、売場面積7,592ｍ2、延床面積20,686m2（1989年開業当初）[11]。
  - 旧店舗にあたる伊勢崎店南側の駐車場の土地に、いせやIS伊勢崎店として1989年（平成元年）4月に移転開業[注釈 1][11]。1998年（平成10年）10月に、ベイシアIS伊勢崎店へ店名変更[13]。
  - 館内にはカルチャーセンターや多目的ホールなどを備えていた[11]。
  - 2023年（令和5年）10月に老朽化等を理由に閉店[12]。
- いせや桐生店（桐生市本町6-20[8]、1959年（昭和43年）9月開店[8] - ?閉店）

売場面積2,100m2

#### 埼玉県
- いせや深谷店（深谷市中町336[14]、1963年（昭和38年）12月8日開店[14]）

売場面積3,100m2

#### 茨城県
- いせや下館店 → ベイシア下館店（2011年（平成23年）7月3日閉店[要出典]）
  - 東日本大震災被災のため閉店。トライアルに土地を売却し、2013年（平成25年）9月26日にメガセンタートライアル筑西店として再開。[要出典]

- 神栖店（1993年（平成4年）4月27日開店[要出典] - 2021年（令和3年）2月28日閉店[15]）

#### 栃木県
- いせや小山店（小山市宮本町3丁目、1974年（昭和49年）6月20日開店[16]）

店舗面積約2,581m2。
1974年6月に小山市内で3番目の大型総合スーパーとして開業。
- 鹿沼店（2009年（平成21年）6月21日閉店[要出典]）

ショッピングセンター「コミュニティータウン鹿沼店」の核店舗だった。
- いせや今市店（1973年（昭和48年）12月2日開店[17]、今市市今市1109[注釈 2]）
  - 1973年の開店当初は一部地上5階建てで、店舗面積11,000m2[18]。東武鉄道下今市駅前にあった。跡地は、平屋建てのベイシアマート今市店として再開。
  - 日光市郊外には、ベイシアを核店舗とした「ベイシア今市モール」が開業している。
- 真岡店（真岡市並木町1丁目）
  - GMS業態で、A館・B館の2館体制だった。[要出典]
  - 東日本大震災で建物が損壊し、閉店[注釈 3][19]。2013年（平成25年）9月26日にワンフロアのスーパーセンターとして新築開業[19]。

#### 長野県
- 長野東店 - 2005年9月2日開店。2021年4月4日に閉店[20][21]。

## 事業所
- 本部（本社）/ベイシアビジネスセンター - 群馬県前橋市亀里町900
  - 2006年に「ベイシアビジネスセンター」を開設し、本部（本社）を移転させている。登記上の本店も「ベイシアビジネスセンター」開設と同時に同センターに移動[要出典]。
- ベイシア東京情報センター - 東京都台東区上野7-6-1
- 青山イノベーション・ハブ - 東京都港区北青山1-2-3

### グループ会社
- 株式会社カインズ（ホームセンター）
- 株式会社ワークマン（作業服専門店）
- 株式会社オートアールズ（自動車用品専門店）
- 株式会社ベイシア電器（旧・プラグシティ、家電量販店）
- 株式会社セーブオン（コンビニエンスストア）
- 清閑堂（仏壇・仏具専門店）
- くれよんくらぶ（DPEチェーン）
- ベイシアスポーツクラブ
- カインズトラベル
- アイシーカーゴ

## 広告

### 提供番組
- ぐんまちゃん（群馬テレビ他[22]）

### スポーツチーム
- ザスパ群馬 - オフィシャルユニフォームパートナー